# Старков, Дмитрий Петрович
Дмитрий Петрович Старков (12 сентября 1915, Сысертский завод Пермской губернии — 30 декабря 1986, Москва) — журналист, участник Великой Отечественной войны, генерал-майор.

## Биография
В 1930—1935 — студент механико-машиностроительного факультета Уральского индустриального института.
В 1935—1937 — инженер Уральского завода тяжёлого машиностроения.
С ноября 1937 — в Красной Армии, инженер танковой бригады в городе Ворошилов.
Участник боёв на озере Хасан, за действия в танковых боях представлен к ордену Ленина. 5 августа 1938 в одном из боёв был контужен.
После ранения направлен в Ленинград, назначен инженером-испытателем танков.
Принимал активное участие в боях с белофиннами в должности командира танка 20-й танковой бригады. Во время одного из боёв танк был подбит, башня танка была сорвана. Весь экипаж, кроме Дмитрия Петровича, погиб, а его нашли через десять часов после боя сидящим в танке, без шлема, крепко сжимавшим рычаги и, в буквальном смысле, вмёрзшим в этот танк (в этот день мороз был больше 40 градусов).
В 1940 — старший инженер по ремонту Ленинградских Краснознаменных бронетанковых курсов усовершенствования и переподготовки комсостава, военинженер 3 ранга.
С начала Великой Отечественной войны — в составе Ленинградского фронта. Танковый батальон под командованием капитана Д. П. Старкова отражал вражеские атаки при обороне Пулковских высот. В октябре 1941 года был ранен под Кингисеппом.
Затем был переведён на Центральный фронт, участник битвы за Москву. После гибели командира во время одного из боёв принял командование полком. Был ранен (в 4-й раз).
С 1942 — член ВКП(б).
Принимал участие в Сталинградской битве.
После этих боёв был адъютантом, а затем военпредом и порученцем Г. К. Жукова. В разгар тяжёлых боёв командовал танковым батальоном, оставшимся без офицерского состава.
С февраля 1943 — старший помощник начальника технического отдела Управления Командующего бронетанковыми войсками Уральского Военного Округа.
После окончания войны майор Старков — порученец Г. К. Жукова. В начале 1950-х годов курировал производство новых марок стали на Магнитогорском металлургическом комбинате, участвовал в организации учебного процесса в Магнитогорском горно-металлургическом институте.
В последующие годы — начальник управления изобретательства УралВО; заместитель начальника военной кафедры МВТУ им. Н. Э. Баумана; учёный секретарь ВИАМ; инспектор Генерального штаба Министерства обороны Советского Союза.
Всю послевоенную жизнь занимался розыском солдат и офицеров, пропавших без вести на фронтах Великой Отечественной войны.
Похоронен на Калитниковском кладбище в Москве.
Потомки Д. П. Старкова живут в Сысерти, Москве и Севастополе.

## Журналист
Первая публикация вышла 11 декабря 1927 года — статья «Наше мнение» в газете «Всходы коммуны» (Свердловск). Публиковался в различных газетах и журналах практически ежегодно, кроме периода Великой Отечественной войны.
Публикации 1937 года — «Вечер памяти Некрасова Н. А.», «Песня о Блюхере», «По Приморью ветры дули», «Горький всегда будет жить в сердцах масс», «Маяковский и дети».
В 1938 опубликовал серию статей о вооружённом конфликте с Японией («Эвакуация танков с поля боя», «Из опыта танковых боёв в районе озера Хасан», «Танкисты», «Ремонт танков в боевой обстановке» и другие).
В 1950-х годах продолжал литературную деятельность (публицистика, стихи).
Член Союза журналистов СССР с 1958 года.

## Награды
- Орден Ленина
- два ордена Красной Звезды
- три ордена Отечественной войны
- Знак «Участнику Хасанских боёв»
- медали «За боевые заслуги» «За оборону Москвы», «За оборону Ленинграда», «За оборону Сталинграда»; юбилейные медали.